# دوج جرنی

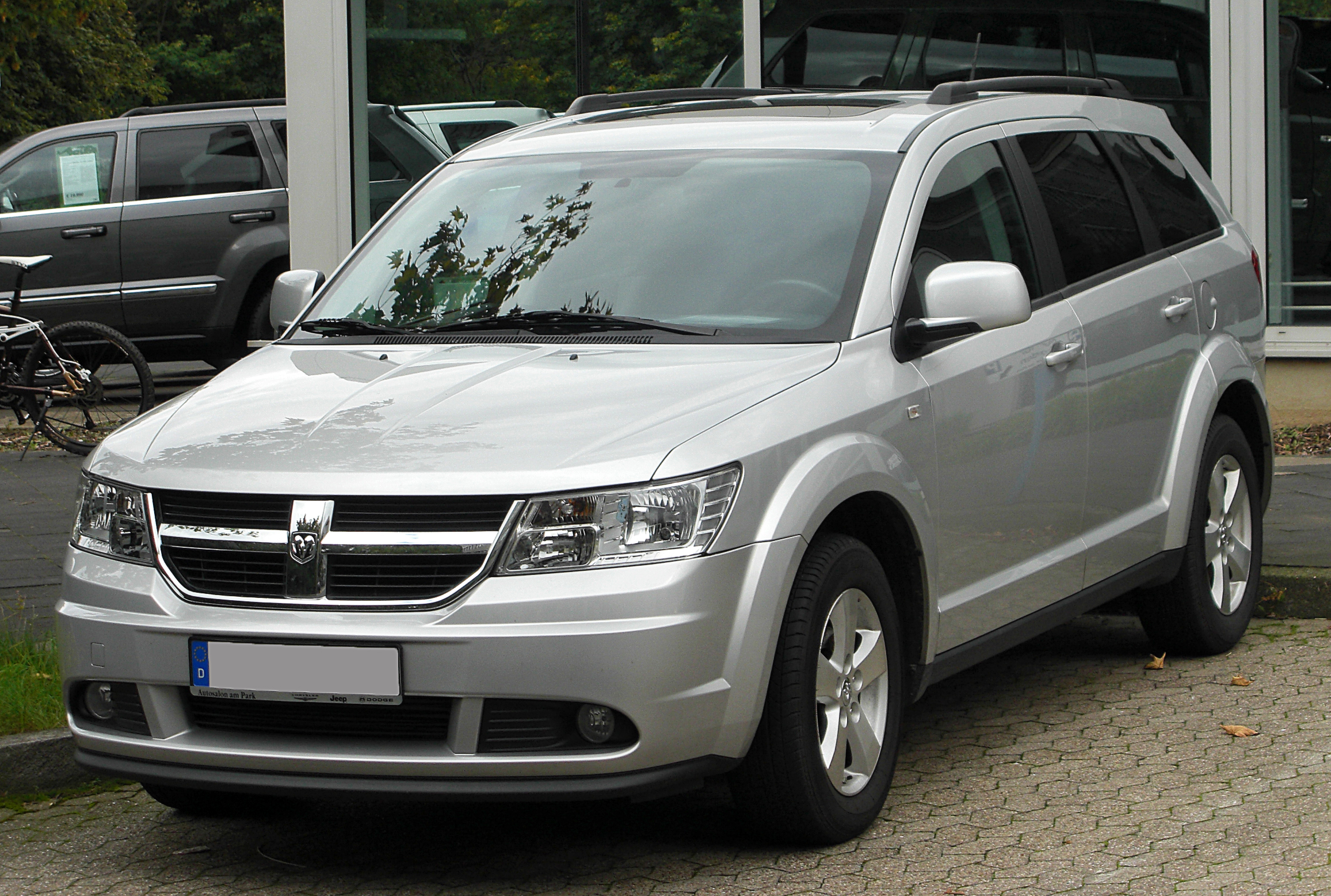

دوج جرنی (Dodge Journey) نام یک اتومبیل آمریکایی ساخت کمپانی داج است و خودرویی خانوادگیست که از سال ۲۰۰۸ تاکنون تولید شده‌است. طراحی آن موتور جلو، خودرو محور جلو، خودرو چهار چرخ محرک بوده‌است.